# YAKIN川崎
株式会社YAKIN川崎（やきんかわさき）は、かつて存在したNASグループ（日本冶金工業グループ）の企業。本社を神奈川県川崎市川崎区に置いていた。

## 概要
国内最大手のステンレス専業メーカーである日本冶金工業の連結子会社。同社の製造部門（工場）としてステンレス鋼板を生産していた川崎製造所が、2003年に分社化（新設分割）され設立された生産子会社であった。その後、2010年に日本冶金工業に統合され、再び同社の川崎製造所になった。

## 事業所
- 本社・工場：神奈川県川崎市川崎区小島町4-2

## 経営
- 代表取締役社長：諸岡道雄（日本冶金工業出身、日本冶金工業常務取締役を兼任）

## 株主
- 日本冶金工業 – 100％の株式を保有する筆頭株主であり、親会社。

## 沿革
- 2003年 – 日本冶金工業の旧川崎製造所が分社化され設立。
- 2010年 - 日本冶金工業に統合、再び同社の川崎製造所になった。